# Molas
För andra betydelser, se Molas (olika betydelser).
Molas är en kommun i departementet Haute-Garonne i regionen Occitanien i södra Frankrike. Kommunen ligger i kantonen L'Isle-en-Dodon som tillhör arrondissementet Saint-Gaudens. År 2022 hade Molas 164 invånare.

## Befolkningsutveckling
Antalet invånare i kommunen Molas
Referens:INSEE